# Liste der Landschaftsschutzgebiete im Oberbergischen Kreis

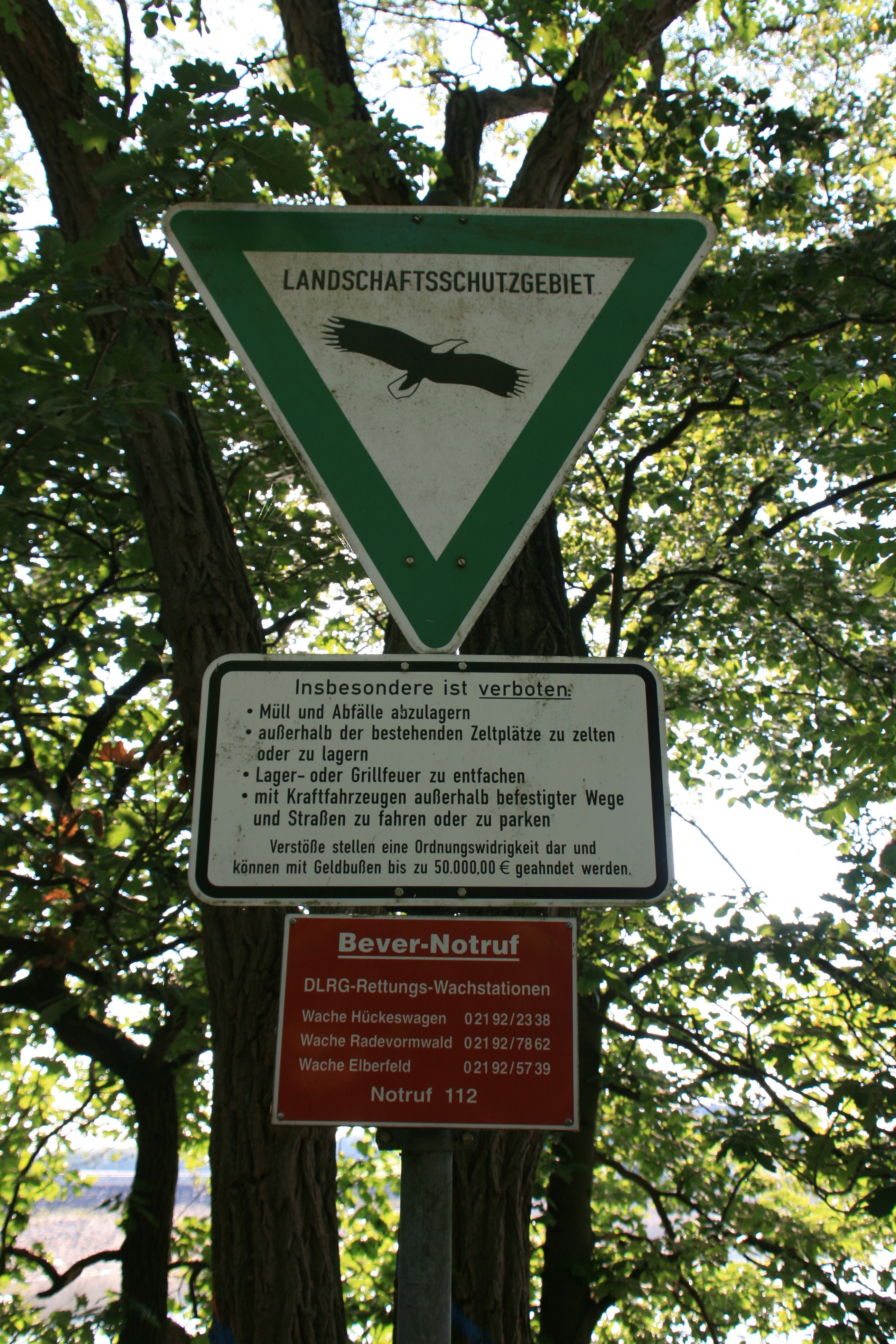
LSG-Schild in Hückeswagen

Die Liste der Landschaftsschutzgebiete im Oberbergischen Kreis enthält die Landschaftsschutzgebiete des Oberbergischen Kreises in Nordrhein-Westfalen.

## Liste
| Bild                                            | Nummer       | Bezeichnung des Gebietes                          | Fläche in Hektar | WDPA-ID   | Koordinaten | Datum der Verordnung |
| ----------------------------------------------- | ------------ | ------------------------------------------------- | ---------------- | --------- | ----------- | -------------------- |
| LSG Gemeindegebiet Radevormwald und Hückeswagen | LSG-4809-004 | LSG-Gemeindegebiet Radevormwald und Hückeswagen   | 8765,3335        |           | Position    | 1987                 |
|                                                 | LSG-4810-001 | LSG-Marienheide-Lieberhausen                      | 5532,9709        | 555555261 | Position    | 1982                 |
|                                                 | LSG-5009-005 | LSG-Gemeindegebiet Wipperfürth, Lindlar, Engelski | 49866,8966       | 555558484 | Position    | 1987                 |
|                                                 | LSG-5011-002 | LSG-Bergneustadt, Eckenhagen <Teilfläche 1>       | 5751,8878        | 555558486 | Position    | 1987                 |
|                                                 | LSG-5110-003 | LSG-Nümbrecht, Waldbröl <Teilfläche 1>            | 7519,9987        | 555558592 | Position    | 1989                 |